# Dot pitch
Dot pitch é uma especificação para um ecrã de computador, impressora, digitalizador ou outro dispositivo baseado em pixels que descreve a distância entre pontos.
Dot Pitch
O Dot Pitch é o termo utilizado para referenciar os pontos no monitor. Lembrando, o canhão trabalha com 3 feixes de cores. Na tela, a camada de fósforo gera a cor correspondente ao feixe através da intensidade da corrente elétrica. Cada ponto da tela consegue representar somente uma cor a cada instante. Cada conjunto de 3 pontos, sendo um vermelho, um verde e um azul, é denominado tríade. Dot Pitch é, basicamente, a distância entre dois pontos da mesma cor. Quanto menor esta distância melhor a imagem.
O Dot Pitch é medido em milímetros. Para uma imagem com qualidade, o mínimo recomendado é o uso de monitores com Dot Pitch igual ou menor que 0,28 mm.
Dot pitch, A distância entre os pequenos pontos luminosos na tela do computador. Quanto menor for o dot pitch, mais nítidas serão as imagens.